# Philippe Harel
Philippe Harel (Parigi, 22 dicembre 1956) è un regista, attore e sceneggiatore francese.

## Filmografia

### Regista

#### Cinema
- Tentative d'échec - cortometraggio (1980)
- Mon Inconnue - cortometraggio (1984)
- Fin de série - cortometraggio (1985)
- Deux-pièces/cuisine - cortometraggio (1989)
- Un été sans histoire (1992)
- L'histoire du garçon qui voulait qu'on l'embrasse (1994)
- Une visite - cortometraggio (1996)
- Trekking (Les Randonneurs, 1997)
- La donna proibita (La Femme défendue, 1997)
- Journal intime des affaires en cours - documentario (1998)
- Extension du domaine de la lutte (1999)
- La bici di Ghislain Lambert (Le Vélo de Ghislain Lambert, 2001)
- Tristan (2003)
- Tu vas rire mais je te quitte (2005)
- Les Randonneurs à Saint-Tropez (2008)

#### Televisione
- Les heures souterraines - film TV (2015)
- Un adultère - film TV (2018)

### Attore

#### Cinema
- Fin de série, regia di Philippe Harel - cortometraggio (1985)
- Un été sans histoire, regia di Philippe Harel (1992)
- Cible émouvante, regia di Pierre Salvadori (1993)
- Quelqu'un, regia di Marie Vermillard - cortometraggio (1994)
- Tina et le revolver, regia di Romain Baboeuf - cortometraggio (1994)
- Les Apprentis, regia di Pierre Salvadori (1995)
- Les fleurs de Maria Papadopylou, regia di Dodine Herry - cortometraggio (1995)
- Suivez le bébé, regia di Gérard Jumel - cortometraggio (1995)
- Un héros très discret, regia di Jacques Audiard (1996)
- Trekking (Les Randonneurs), regia di Philippe Harel (1997)
- La donna proibita (La Femme défendue), regia di Philippe Harel (1997)
- Sciampiste & Co. (Vénus beauté (institut)), regia di Tonie Marshall (1999)
- Extension du domaine de la lutte, regia di Philippe Harel (1999)
- Regine per un giorno (Reines d'un jour), regia di Marion Vernoux (2001)
- Comment tu t'appelles?, regia di Iliana Lolitch - cortometraggio (2002)
- Sexes très opposés, regia di Eric Assous (2002)
- Bienvenue au gîte, regia di Claude Duty (2003)
- Tu vas rire, mais je te quitte, regia di Philippe Harel (2005)
- Les Randonneurs à Saint-Tropez, regia di Philippe Harel (2008)
- Une folle envie, regia di Bernard Jeanjean (2011)
- Tu veux... ou tu veux pas?, regia di Tonie Marshall (2014)

#### Televisione
- Aéroport - serie TV, 1 episodio (1980)
- Médecins de nuit - serie TV, episodio 2x07 (1980)

### Sceneggiatore

#### Cinema
- Mon Inconnue, regia di Philippe Harel - cortometraggio (1984)
- Fin de série, regia di Philippe Harel - cortometraggio (1985)
- Deux-pièces/cuisine, regia di Philippe Harel - cortometraggio (1989)
- Un été sans histoire, regia di Philippe Harel (1992)
- L'histoire du garçon qui voulait qu'on l'embrasse, regia di Philippe Harel (1994)
- Les Apprentis, regia di Pierre Salvadori (1995)
- Une visite, regia di Philippe Harel - cortometraggio (1996)
- Trekking (Les Randonneurs), regia di Philippe Harel (1997)
- La donna proibita (La Femme défendue), regia di Philippe Harel (1997)
- Extension du domaine de la lutte, regia di Philippe Harel (1999)
- La bici di Ghislain Lambert (Le Vélo de Ghislain Lambert), regia di Philippe Harel (2001)
- Tu vas rire, mais je te quitte, regia di Philippe Harel (2005)
- Les Randonneurs à Saint-Tropez, regia di Philippe Harel (2008)

#### Televisione
- Les heures souterraines, regia di Philippe Harel - film TV (2015)

## Riconoscimenti
- Alpe d'Huez International Comedy Film Festival
  - 1997 - Premio speciale della giuria per Trekking
- Biarritz International Festival of Audiovisual Programming
  - 2015 - Premio Jérôme Minet per Les heures souterraines
- Chicago International Film Festival
  - 2000 - Candidatura al miglior film per Extension du domaine de la lutte
- Clermont-Ferrand International Short Film Festival
  - 1996 - Premio speciale della giuria - Competizione nazionale per Une visite
- Festival di Cannes
  - 1998 - Candidatura alla Palma d'oro per La donna proibita
- Festival internazionale del cinema di Mar del Plata
  - 2004 - Candidatura al miglior film - Competizione internazionale per Tristan
- Festival internazionale del cinema di San Sebastián
  - 2001 - Candidatura al miglior film per La bici di Ghislain Lambert
  - 2001 - Candidatura alla miglior sceneggiatura per La bici di Ghislain Lambert (condiviso con Benoît Poelvoorde e Olivier Dazat)
- Luchon International Film Festival
  - 2015 - Miglior film per la televisione per Les heures souterraines
- Premio César
  - 1991 - Candidatura al miglior cortometraggio di fiction per Deux pièces/cuisine
  - 1997 - Candidatura al miglior cortometraggio per Une visite
- SACD Awards
  - 1993 - Premio al nuovo talento del cinema
- Tampere Film Festival
  - 1990 - Miglior film - Competizione internazionale per Deux pièces/cuisine
  - 1990 - Premio della Federazione Internazionale delle Società Cinematografiche - Competizione internazionale per Deux pièces/cuisine

## Doppiatori italiani
- Massimo Lodolo in Aéroport: Charter 2020